# Bormana
Bormana était une déesse guérisseuse des eaux de la mythologie celtique gauloise, l'équivalent féminin du dieu Borvo (Bormano). Bormana était vénérée aux côtés de ce dernier comme son épouse. 

## Onomastique

### Étymologie
Bormana doit son nom à berw, le mot celtique signifiant « bouillir ».

### Toponymie
Bormona était associée aux bains thermaux appelés aujourd'hui Bourbon-Lancy et peut-être aussi à Bourbonne-les-Bains (Haute-Marne), qui portent tous deux son nom et celui de son parèdre.

## Fonction
Bormana était considérée comme une déesse de l'eau et de la guérison.

## Culte
Bormana et son parèdre Borvo (Bormano) étaient vénérés à Bourbon-Lancy (Saône-et-Loire) et à Die (Drôme),. 

« Bormano / et Borman[ae] / P(ublius) Sappinius / Eusebes v(otum) s(olvit) / l(ibens) m(erito) »

— Corpus Inscriptionum Latinarum (CIL), 12: 01561. Bourbon-Lancy.
La déesse était également vénérée de façon indépendante à Saint-Vulbas, dans l'Ain,.